# بيانوسا
بيانوسا، هي إحدى جزر أرخبيل توسكان في البحر التيراني بـإيطاليا، تقدر مساحتها بحوالي 10.25 كم 2 (3.96 ميل مربع)، مع محيط ساحلي يبلغ 26 كم (16 ميل).

## جغرافيا
سُميت الجزيرة في العصر الروماني باسم بلاناسيا والتي تعني "سهل" وذلك بسبب تسطحها حيث أن أعلى نقطة فيها تبلغ 29 مترًا (95 قدمًا) فوق مستوى سطح البحر وهي أرض على شكل مثلث على بعد 14 كم (9 ميل) جنوب غرب إلبا، وتعد منطقة تابعة لبلدية كامبو نيل إلبا. بيانوسا هي خامس أكبر جزيرة في أرخبيل توسكان والجزيرة الوحيدة التي تشكلت من الصخور الرسوبية لعصر النيوجين وكثيرًا ما توجد بها حفريات مثل شوكيات الجلد والرخويات.

## النباتات
تنمو في الجزيرة نباتات البحر الأبيض المتوسط مثل البطم العدسي والشمر والعرعر وإكليل الجبل والصنوبر.

## الحيوانات
الحيوانات التي تعيش في الجزيرة معظمها من الثدييات الصغيرة مثل القنفذ والأرنب البري التي تم إدخالها في القرن التاسع عشر، بالإضافة الحجل ذو الأرجل الحمراء، وتعتبر الجزيرة مكان توقف للطيور المهاجرة في مرورها الموسمي من الشمال إلى الجنوب، كما أن البحر المحيط بالجزيرة غني بالأسماك.

## تاريخ
كانت الجزيرة مأهولة لأول مرة في العصر الحجري القديم الأعلى، ولكن عندما ارتفع مستوى سطح البحر في سنة 5000 قبل الميلاد لجأ عدد قليل من السكان إلى جزيرة سكولا القريبة حيث تم العثور على آثار لوجودهم وأدوات صيد وخزفيات من العصر الحجري الوسيط بالإضافة إلى مصنوعات يدوية في الكوارتز الصوان قادمة على الأرجح من إلبا. أصبحت الجزيرة مشهورة عندما نفى الأمير أوغسطس هو وحفيده ووريثه المعين السابق أغريبا بوستوموس سنة 6 أو 7 بعد الميلاد. ظل بوستوموس هناك حتى مقتله على يد قاتل أرسله تيبيريوس سنة 14 بعد الميلاد، حيث عاش في فيلا أغريبا التي اكتشفها رئيس الأباتي جايتانو شيريكفي النصف الثاني من القرن التاسع عشر وتضمنت مسرحًا وحمامًا حراريًا وفيلا رومانية بأرضيات من الفسيفساء بالأبيض والأسود مع زخارف أسطورية ذات طابع بحري.
في القرن الرابع عاشت فيها مجموعة مسيحية صغيرة وتركت آثارًا وُجِدت في سراديب الموتى، كما أنه تم اكتشاف 700 مقبرة مما يشير إلى عدد لا بأس به من السكان.

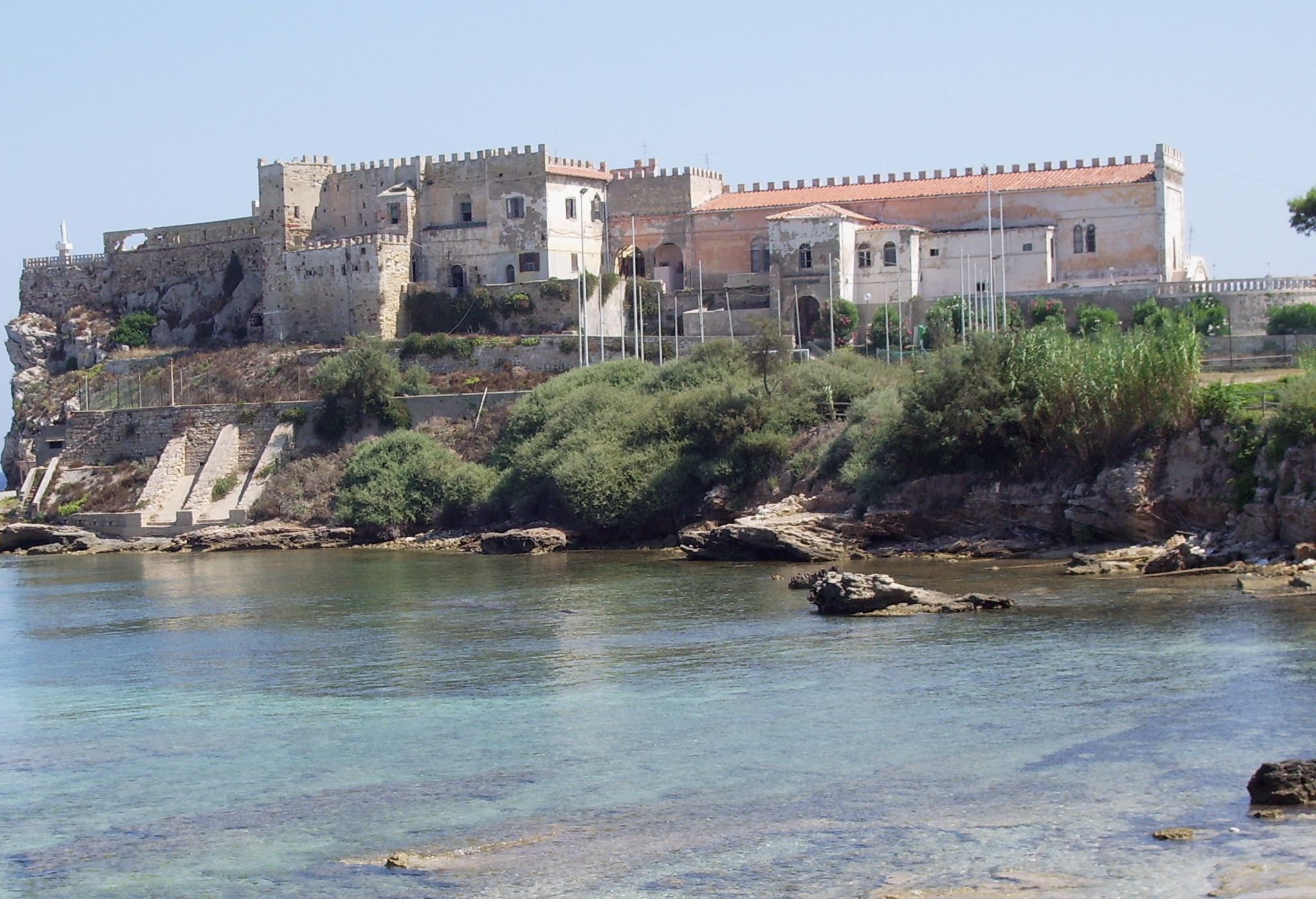
فورتي تيجليا بيانوسا

حصلت بيزا على الوصاية على الجزيرة بعد انتصارها في معركة بحرية قريبة عام 874، في العصور الوسطى كانت ملكية الجزيرة محل نزاع بين بيزا وجنوة بسبب موقعها الإستراتيجي. في عام 1238 أرسلت جنوة قواتها إلى الجزيرة بحجة أن السكان شاركوا في القرصنة، دمرت القوّات القرية والتحصينات التي بناها البيزانيون وأسروا 150 من السكان وأعيدت الجزيرة بعد ذلك بوقت قصير إلى بيزا، لكن جنوة كان لها السيادة على البحر التيراني بعد معركة ميلوريا، عادت الجزيرة إلى سيطرة بيسان بموجب اتفاقية ألزمت البيزانيين بتركها غير مزروعة وغير مأهولة بالسكان، لكن الاتفاقية لم تحترم وقامت عائلة أبيانو التي حكمت بيزا بتأجير الجزيرة لعائلة دي ليس ثم لعائلة لاندي في عام 1344 ،باع الأبيانوس بيزا إلى جيان جالياتسو فيسكونتي في عام 1399 وأسسوا إمارة بيومبينو الصغيرة التي تضمنت سوفريتو، سكارلينو، فيجنال، بابيلونيا وجزر ألبا ومونتي كريستو وبيانوسا، في 15 أغسطس 1552 أرسل الإمبراطور الروماني المقدس شارل الخامس ملك إسبانيا إلى كوزيمو الأول دي ميديشي إمارة بيومبينو مقابل قرض قدره 200000 سكودي.
تعرضت الجزيرة لغارات عديدة من قبل القراصنة وحدث الأسوأ عام 1553 حيث قضى أسطول تركي فرنسي بقيادة دراغوت على السكان بعد ذلك تغيرت ملكية الجزيرة عدة مرات وكانت تسكن موسميًا فقط من قبل المزارعين القادمين من إلبا لزراعة الأرض، في 27 أغسطس 1802 أثبت نابليون أن إلبا، وكابريا، وجورجونا، وبيانوسا، وبالمايولا، ومونتكريستو كانت جزءًا من الأراضي الفرنسية، وفي عام 1805 خصص مناطق بيومبينو وإلبا وجزء بيانوسا الذي تم تحصينه لأخته إليسا بونابرت بونابرت، في 9 أبريل 1809 عاد الأرخبيل إلى ملكية توسكانا عندما حكم الفرنسيون توسكانا، في 10 مايو هبط البحارة البريطانيون مناتش أم أس سيهورس وأتش أم أس هاليسون على بيانوسا وجيانوتري ودمرت على أطراف الحصون وأسروا نحو 100 أسير خلال أربع ساعات من القتال وكانت الخسائر البريطانية مقتل جندي من مشاة البحرية وجرح آخر. كما أعاد فريق الإنزال المزارعين إلى إلبا وتركوا الجزيرة مهجورة، ذهب نابليون إلى بيانوسا من إلبا مرتين وأعاد بناء البرج، وأقام حامية للدفاع عنها وبنى بعض المنازل لتوطين المزارعين.
على الرغم من أن وثائق القرن الثامن عشر تشير إلى أن الجزيرة كانت ذات يوم مشجرة بكثافة، إلا أن البشر والحيوانات دمروا أشجارها وأصبحت الآن أرضًا عشبية إلى حد كبير باستثناء بعض المناطق الساحلية.

## مستعمرة عقابية
في عام 1856 أنشأ ليوبولد الثاني دوق توسكانا الأكبر مستعمرة جنائية في بيانوسا لأنها كانت تعتبر مكانًا مثاليًا لعزل المحتجزين والإشراف عليهم، عند إعلان مملكة إيطاليا عام 1861 كان هناك 149 سجينًا في الجزيرة، وفي عام 1864 بني هيكل قادر على استيعاب 350 سجينًا، ولكن في عام 1872 قُسمت الجزيرة إلى العديد من المزارع التي تنظم النزلاء كمجتمعات صغيرة. في عام 1880 كان هناك 960 معتقلاً وقام الأسرى بزراعة الحبوب وإنتاج الزيت والنبيذ مثل سانجيوفيزي وبروكانكو وكانت هناك مزارع للدواجن والخنازير والماشية من عام 1884 حتى عام 1965، و في بداية القرن العشرين كان عدد سكان الجزيرة 21 مدنياً، و 80 من حراس السجون، و 40 جنديًا، و 800 سجين. أصبح ساندرو برتيني الذي أصبح فيما بعد رئيسًا لجمهورية إيطاليا نزيلًا في عام 1932 لأسباب سياسية.
خلال الحرب العالمية الثانية تمكنت القوات الالمانية من الدخول الي الجزيرة واحتلالها في 17 سبتمبر 1943، في 19 مارس 1944 هجمت قوات الكوماندوز الفرنسية على الجزيرة وبعد معركة قصيرة بإطلاق النار تركت 40 من حراس السجن كرهائن، في الشهر التالي هاجمت قاذفة تابعة للحلفاء الجزيرة مما أسفر عن مقتل ستة أشخاص.

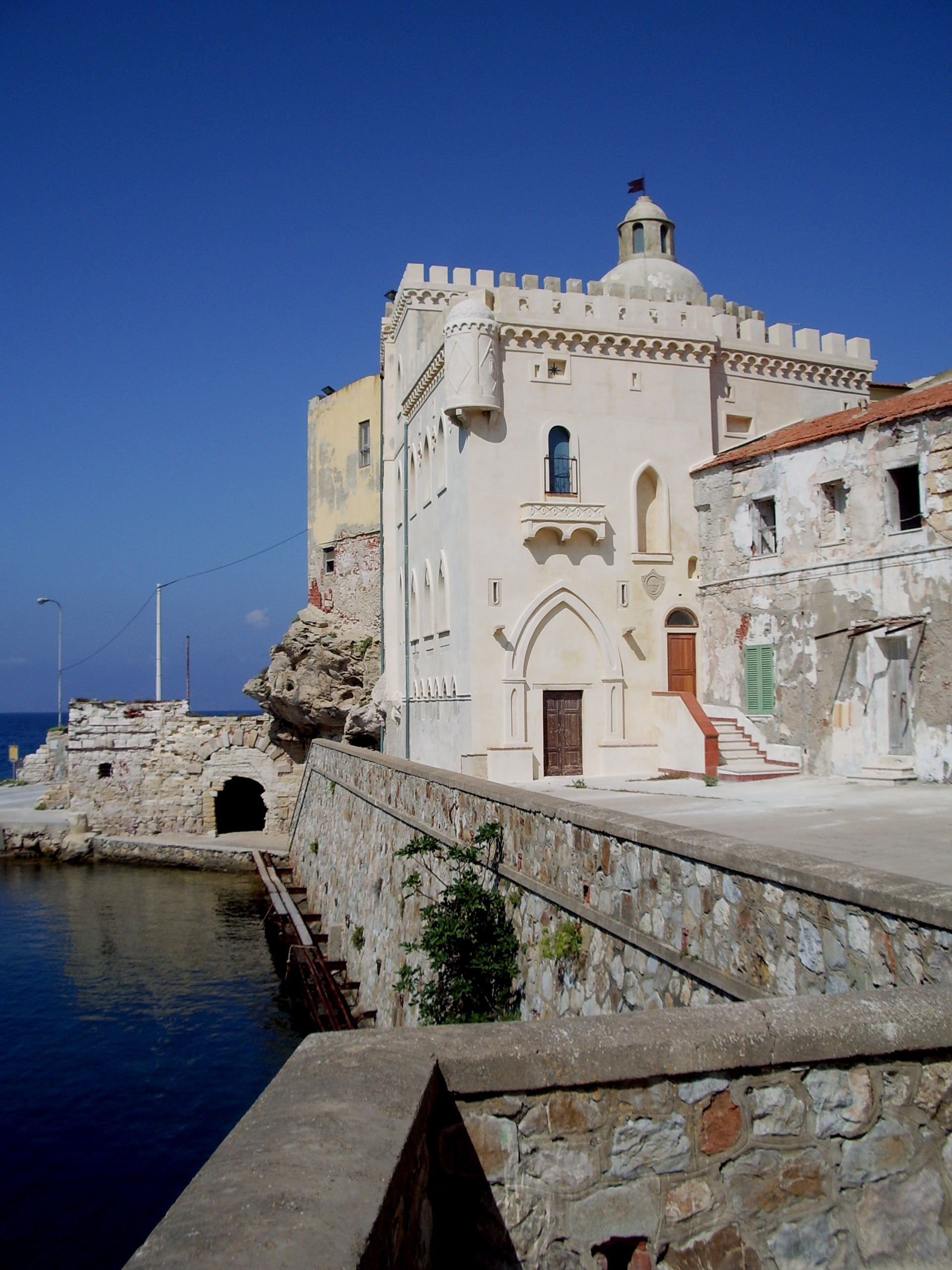
قصر سبيكولا

في فترة ما بعد الحرب عادت المستعمرة إلى دورها الأصلي كمستعمرة للسجون وتم إنشاء محطة كاربينيري، وتم بناء منازل لإيواء عائلات الجنود، وفي السبعينيات بأمر من الجنرال كارلو ألبرتو دالا كييزا تم تحويل المصحة السابقة المسمى فرع أغريبا إلى سجن شديد الحراسة لاحتجاز زعماء المافيا وإرهابيي الألوية الحمراء: جيوفاني سينزاني، ريناتو كورسيو، ألبرتو فرانشيسكيني، وبرونو سيغيتي بموجب نظام السجون بموجب المادة 41، وفي مايو 1977 نقلت الطائرات والمروحيات 600 مدان من جميع أنحاء إيطاليا بيانوسا في يومين فقط. تم بناء جدار خرساني مسلح يبلغ ارتفاعه ستة أمتار وطوله 3 كم (2 ميل) في عام 1979 لفصل القرية عن السجن، وفي عام 1992 أدى مقتل القاضيين جيوفاني فالكوني وباولو بورسيلينو إلى إعادة فتح فرع أغريبا في ظل المادة 41، وخلال ليلة 20 يوليو كان خمسة وخمسون من زعماء المافيا مسجونين في سجن باليرمو أوشياردون ومن بينهم ميشيل جريكو ونقلوا بطائرات عسكرية إلى مطار بيزا ثم إلى بيانوسا بطائرة هليكوبتر.
كانت الجزيرة عبارة عن سجن حتى 17 يوليو 1997 عندما نُقل غايتانو مورانا آخر محتجز في نظام السجن 41 إلى سجن آخر. قبل ذلك الوقت استضافت بيانوسا زعماء المافيا مثل بيبو كالو، نيتو سانتاباولا وجيوفاني بروسكا، وأصبح معروفًا القسوة التي يتعرض لها السجناء. قررت حكومة برودي إغلاق السجن نهائيًا في 28 يونيو 1998 وقد أُخلي المعتقلين وباقي المقيمين تاركين عددًا قليلاً من الحراس في الجزيرة كمشرفين.

## محمية بحرية
بيانوسا هي جزء من منتزه أرخبيل توسكان الوطني، والذي كان منطقة محمية بحرية منذ عام 1996 للحفاظ على تراثها الأثري والبيئي والذي تم الحفاظ عليه في الماضي بسبب عدم إمكانية الوصول إلى السياحة.

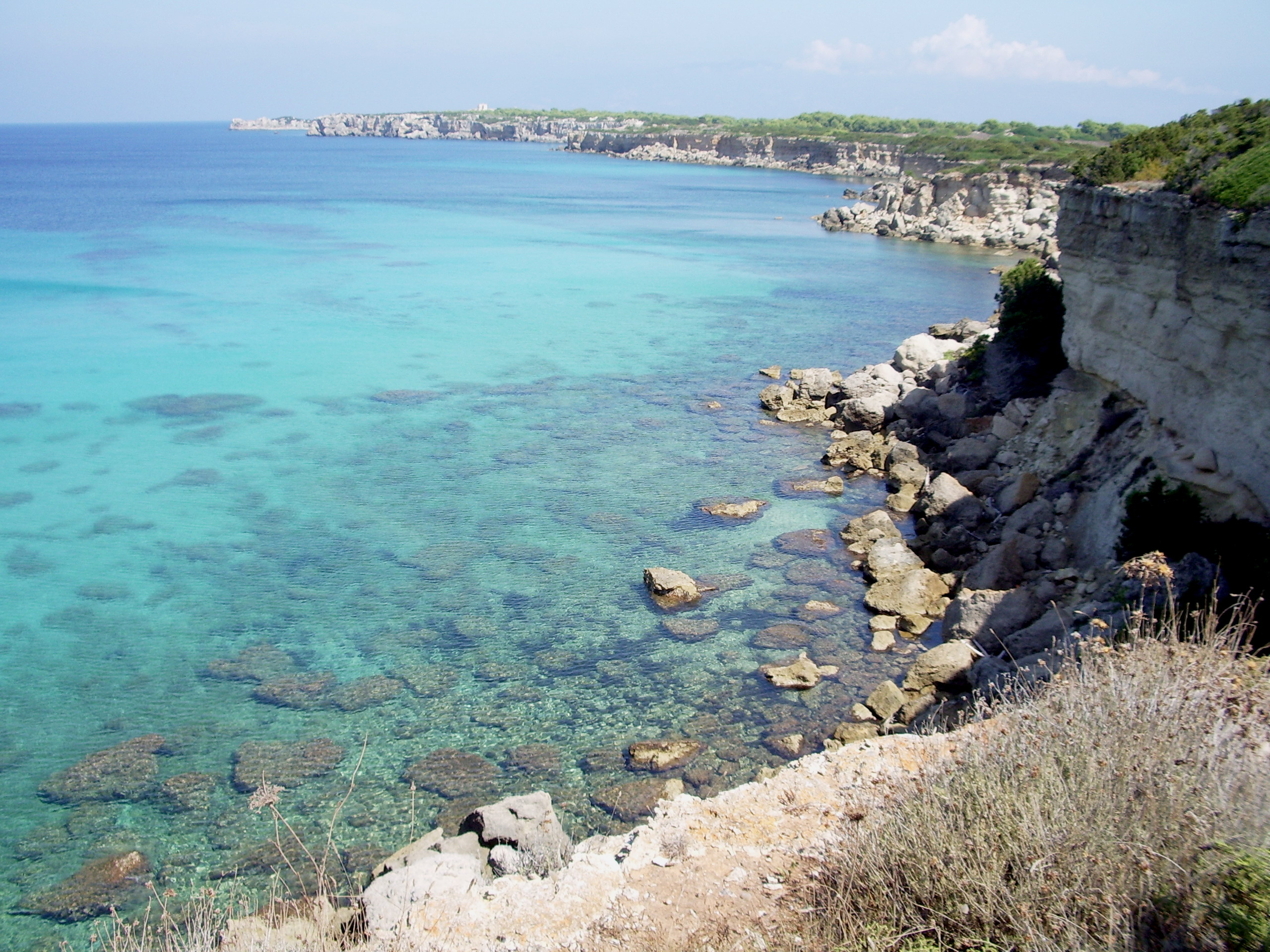
الساحل الغربي

تسمح الجزيرة بزيارة 250 سائحًا فقط يوميًا، يصلون بالعبّارة من جزيرة إلبا، كما أنه لا يُسمح بالصيد أو الغوص إلا بترخيص، وخلال موسم الصيف يمكن الوصول إليها مرة واحدة في الأسبوع من ريو مارينا وبيومبينو على أسطول توريمار،  مرتين في الأسبوع من سان فينسينزو ويومياً من مارينا دي كامبو، ومن الممكن زيارة الجزيرة ولكن فقط من خلال الرحلات الاستكشافية المنظمة أو الرحلات بالدراجة التي يرافقها مرشدو المنتزه.

## في الثقافة الشعبية
تدور أحداث رواية جوزيف هيلر المناهضة للحرب كاتش-22 في الغالب على جزيرة بيانوسا، في قاعدة قاذفة تابعة للقوات الجوية الأمريكية خلال الحرب العالمية الثانية.
في الواقع، كان هيلر متمركزًا في كورسيكا بين مايو 1944 وديسمبر 1944، وقام بـ 60 مهمة قتالية كقاذف في قاذفات B-25 ميتشل مع سرب القصف رقم 488 (مجموعة القصف 340، جناح القصف السابع عشر، القوة الجوية الثانية عشر).